# Eilema cretacea
Eilema cretacea là một loài bướm đêm thuộc phân họ Arctiinae, họ Erebidae.